# آيلة
آيلة: هي مدينة قديمة إسلامية التي أنشئت على الموقع الحالي لمدينة العقبة الموجودة في جنوب الأردن. كانت أول مدينة إسلامية تأسست خارج الجزيرة العربية.[بحاجة لمصدر][محل شك] وتقع أطلالها شمال غرب المركز الحالي لمدينة العقبة.

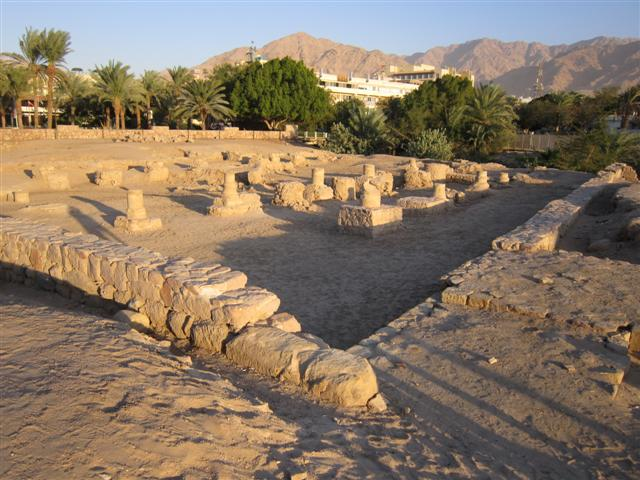

يُعتقد أن الاسم آيلة كان يعني في اللغات السامية شجرة البطم، أما إيلات الحديثة الواقعة مباشرة إلى غرب العقبة فسيطرت إسرائيل على أراضيها في نهاية حرب ال48 وأسست مدينة عليها عام 1951، واسمت المستوطنة نسبة لآيلة القديمة.
في عام 630، بعد وقت قصير من الهجرة، ونتيجة الاتفاق بين نبي الإسلام محمد مع اسقف Ailan، المدينة البيزنطية التي تقع على بعد حوالي 500 متر إلى الشمال الشرقي من موقع آيلة الحالي، أدرجت آيلة سلمياً خلال الفتح الإسلامي.
تأسست المدينة نحو عام 650 من قبل الخليفة عثمان بن عفان. ازدهرت المدينة 661-750 في ظل الأمويين والعباسيين (750-970) وما بعد في ظل الفاطميين (970-1116). تراجعت المدينة في أواخر القرن الثاني عشر بسبب الزلازل والهجمات التي شنها البدو والصليبيين. أصبحت آيلة تحت حكم بالدوين الأول في 1116 من دون مقاومة كبيرة. ثم انتقل وسط المدينة إلى 500 متر على طول الساحل إلى الجنوب، قريباً من القلعة المملوكية وسارية العلم الحالي لمدينة العقبة.
استفادت آيلة من موقعها باعتبار أنها تقع على الطريق إلى الهند والتوابل العربية (اللبان والمر)، وبين البحر المتوسط وشبه الجزيرة العربية. ذكرت المدينة في العديد من قصص ألف ليلة وليلة.
أجريت أعمال التنقيب بين الولايات المتحدة الأميركية والأردن في عام 1986 بالتعاون من جامعة شيكاغو الأميركية. إلى جانب ما تبقى من المدينة في موقعها الحالي، هناك العديد من الاكتشافات الأثرية في متحف العقبة ومتحف الآثار الأردني في عمان ٍٍ.
بنيت المدينة في شكل مستطيل 170 × 145 متراً محصنة بجدران سميكة 2.6 متر وارتفاع 4.5 متر. و24 برج للدفاع عن المدينة. وكان للمدينة أربعة أبواب من جهات الأربع : باب مصر (شمال)، وبوابة دمشق (شرق)، باب الحجاز (جنوب) وباب البحر (غرب). وعلى تقاطع هذه القناتين يوجد الصرح رباعي (قوس رباعية)، والتي تحولت إلى مبنى سكني فاخر مزينة جدرانه في حلول القرن العاشر.
هذا النوع من الهيكل الحضري، يدعا MSIR، هو نموذجي في وقت مبكر من المستوطنات المحصنة الإسلامية. هذه المدينة المغلقة في شكل مربع أو مستطيل شملت الإقامة المحصنة، والمسجد إلى جهة شمال شرق، والذي يشكل مساحة 35 × 55 مترا. وقد وصفت هذه المدينة من قبل الجغرافي شمس الدين المقدسي. هناك أيضاً مدن مماثلة قديمة مثل الفسطاط المصرية والمدن العراقية البصرة والكوفة. يمكن الوصول إلى آيلة خلال النها ويمكن للجدران أن تصل في بعض الأماكن إلى ثلاثة أمتار.